# Troyca
Troyca (株式会社トロイカ?, Kabushiki-gaisha Toroika) è uno studio di animazione giapponese fondato dal regista Ei Aoki nel novembre 2013. La sua sede principale si trova a Nerima (Tokyo).

## Opere
- Watashi ga motenai no wa dō kangaetemo omaera ga warui! (foto)
- Inari, konkon, koi iroha (foto)
- Sengoku Basara Judge End (animazioni intermedie)
- Ai Tenchi muyo! (animazioni intermedie)
- Hitsugi no Chaika (animazioni intermedie)
- Fate/stay night: Unlimited Blade Works (animazioni intermedie)
- Aldnoah.Zero (coproduzione con A-1 Pictures)
- Ore, twintail ni narimasu. (animazioni intermedie)
- Psycho-Pass 2 (coordinamento dei colori, animazioni intermedie, scansione e pittura)
- Re:Creators (produzione)
- Tales of Zestiria (animazioni intermedie, foto)
- Shinmai maō no testament (animazioni intermedie)
- Sakurako-san no ashimoto ni wa shitai ga umatteiru (produzione)
- Bloom Into You (produzione)